# Elaphria rasilis
Elaphria rasilis är en fjärilsart som beskrevs av Morrison 1874. Elaphria rasilis ingår i släktet Elaphria och familjen nattflyn. Inga underarter finns listade i Catalogue of Life.